# Дама с камелиями (фильм, 1936)
«Дама с камелиями» (англ. Camille) — художественный фильм, драма Джорджа Кьюкора, вышедшая на экраны в 1936 году. Создан по мотивам одноимённого романа Александра Дюма. Роль Маргариты Готье, воплощенная Гретой Гарбо, признана как один из классических гламурных образов Голливуда. Номинация на премию «Оскар» за лучшую женскую роль Греты Гарбо.
«Дама с камелиями» получила в целом положительные отзывы критики и стала одной из самых коммерчески успешных в фильмографии Греты Гарбо. Кинолента вошла в 100 самых страстных картин в истории кинематографа по версии AFI.

## Сюжет
Действие картины происходит в середине XIX века в Париже. В высшем свете столицы часто появляется очаровательная куртизанка Маргарита Готье, известная как «дама с камелиями», из-за пристрастия к цветам. У неё много богатых поклонников, но из-за экстравагантного поведения и доброго сердца она постоянно живёт в долгах. Подруга рекомендует ей сблизиться с бароном де Варвилем, обладателем крупного состояния. Между тем, Маргариту тайно преследует влюблённый в неё молодой человек Арман Дюваль. Поначалу Маргарита даже думает, что он и есть Варвиль, но, когда Маргариту представляют настоящему барону, выясняется, что это не так. Ей очень понравился Арман, но она всё же становится любовницей Варвиля, тайно поддерживая отношения с Арманом.
Состояние Маргариты ухудшается из-за туберкулёза, но она пытается порвать отношения с бароном и соединиться с Арманом. Маргарита тайно продаёт свои драгоценности, чтобы как-то существовать. Вместе любовники уезжают на курорт и недолгое время по-настоящему счастливы. Деньги кончаются и Арман пишет письмо своему отцу, монсеньору Дювалю, чтобы он помог ему материально. Встревоженный отец встречается с Маргаритой и пытается уговорить её порвать с сыном, так как это может пагубно сказаться на его будущей карьере. Маргарита возвращается с курорта в Париж и пытается порвать с Арманом, но уже поздно. Она вся в долгах, без будущего и с подорванным здоровьем. В финале Маргарита умирает на руках Армана.

## В ролях
- Грета Гарбо — Маргарита Готье
- Роберт Тейлор — Арман Дюваль
- Лайонел Берримор — отец Армана
- Элизабет Аллан — Нишетт
- Джесси Ральф — Нанни, служанка Маргариты
- Генри Дэниелл — барон де Варвиль
- Ленор Ульрик — Олимп
- Лора Хоуп Крюс — Пруденция
- Филлис Бэрри
- Фриц Лейбер — Валентин
- Маришка Олдрич — подруга
- Джоан Лесли — Мари-Жанетт

## История создания
Произведение Александра Дюма было одной из любимых тем Голливуда и его экранизировали неоднократно, с участием ведущих актёров. В 1921 году была осуществлена немая постановка с Рудольфо Валентино и Аллой Назимовой, а в 1926 году — с Нормой Толмадж и Гилбертом Роландом. Роман неоднократно экранизировался в Европе. «Дама с камелиями» считалась своеобразным пробным камнем мастерства актрисы в жанре драмы и мелодрамы.
В 1936 году за очередную экранизацию пьесы Дюма решил взяться продюсер MGM Ирвинг Талберг. Именно его считали продюсером, открывшим в 1927 году «формулу Гарбо» и решение привлечь находившуюся на пике славы звезду на очень подходящую ей роль было вполне естественно. В 1930-е годы Гарбо была одной из самых высокооплачиваемых актрис и, в соответствии с контрактом с MGM, получала по $250 тыс. за фильм. Студия планировала снять в 1936 году два фильма с Гарбо в главной роли, но режиссёр, с которым она привыкла работать — Кларенс Браун — мог участвовать в съёмках только одной картины. Предложение о работе над другой мелодрамой получил Джордж Кьюкор. Выбор актрисы был предопределен (хотя Кьюкор не особенно ценил Гарбо как исполнительницу), но материал ему понравился. Режиссёр решил подойти к классической мелодраме с необычной стороны. История по роману Дюма, как выразился Кьюкор, «слегка отдавала нафталином», поэтому пусть это будет костюмированная историческая лента, но драматургия будет решена современным образом. Наиболее сложной частью сюжета была необходимость передать коллизию связанную с репутацией падшей женщины вхожей в высшее общество XIX века. По мнению режиссёра, этот тонкий момент, не совсем близкий современной аудитории, и должна была раскрыть картина.
В качестве сценариста Талберг привлёк опытного специалиста Фрэнсис Марион, которая творчески переработала сценарии нескольких предыдущих экранизаций (1915 и 1926 года), но осталась близка к первоисточнику. Работа над сценарием началась в декабре 1935 года и продолжилась до лета следующего года. Первый вариант текста совершенно не устроил продюсера, так как реплики героев получились слишком цветистыми и архаичными. Пришлось дополнительно привлечь Зою Эйкинс, которая доработала диалоги.
Гарбо поначалу несколько прохладно встретила предложение кинокомпании о будущей работе. Сценарий показался ей слишком похожим на «Анну Каренину» (уже пройденный для неё этап), а кандидатура Талберга как продюсера её не совсем устраивала. Впрочем, после того, как Гарбо обсудила будущую картину со своей подругой Мерседес Де Акоста (en), сомнения ушли. Непростой задачей было найти подходящего партнёра звезде. Как выразился режиссёр, это было сложней, чем избрать сенатора. Выбор был сделан в пользу Роберта Тейлора, тогда ещё не слишком известного актёра. Кьюкор остановился именно на нём ещё и потому, что во многих предыдущих картинах персонажа Арманда воплощали актёры среднего возраста, что было, по мнению режиссёра, принципиальной ошибкой.
Съёмки картины прошли с августа по ноябрь 1936 года. В ходе съёмок политика Кьюкора была в очень бережном вмешательстве в творческий процесс, в основном он полагался на актёрский инстинкт Гарбо. Он вспоминал о том что

Я чувствовал, что она слегка не доверяет мне… Похоже Гарбо и сама чётко представляла как должна была выглядеть на экране дама с камелиями и боялась, что не менее ясные идеи по этому поводу были и у меня. Она опасалась, что на этой почве у нас могли возникнуть разногласия на съёмочной площадке.
Оригинальный текст (англ.) I sensed that she was a little distrustful of me… Having her own very clear idea of how La Dame aux Camelias ought to be played on the screen, she was not unnaturally afraid that I, too, would have ideas on the subject, and that a clash would develop when we faced each other...on the studio stage.
— 
С тем, чтобы лучше вжиться в роль для Гарбо, в качестве реквизита предоставили драгоценности с настоящими бриллиантами. Киностудия пригласила из Франции дизайнера Эдриана (он разрабатывал костюмы ещё для картины «Гранд-отель») с тем, чтобы платья в картине были максимально аутентичны эпохе. Актриса вспоминала, что испытывала серьёзный дискомфорт от тяжелых нарядов и под длинной юбкой носила для удобства обычные домашние тапочки.
Концовка работы над фильмом была омрачена скоропостижной смертью продюсера Ирвина Талберга. Кроме этого, в 1937 году Кьюкор перенёс смерть своей матери, что также отразилось на настроении картины. «Дама с камелиями» вышла в прокат в США 4 декабря 1936 года.

## Критика
Как отметила киновед Энн Каплан, драму Кьюкора можно назвать продуктом своего времени — периода в истории Соединенных Штатов, приходивших в себя после Великой депрессии, когда публикой были востребованы дорогостоящие мелодрамы. Фирменный знак Кьюкора — особая сентиментальность картин, совпавшая с настроением пьесы Дюма. «Дама с камелиями» картина, прежде всего, построенная на актёрской игре и воплощении классического драматического и гламурного образа.
Критики высоко оценили игру Греты Гарбо, назвав её истолкование роли Маргариты Готье одним из наиболее значительных достижений всей её карьеры. Если в «Анне Карениной» она больше играла саму себя, то в драме 1936 года воплощала образ. Одно только присутствие актрисы в кадре придаёт ему особую возвышенность и духовность. Ключевые сцены картины: встреча с отцом Армана и смерть исполнены высокого трагического мастерства. На фоне Греты Гарбо Роберт Тейлор демонстрирует неожиданно высокий класс игры и именно то, что украшает роль — юношескую неопытность и романтизм. Фрэнк Ньюджент (New York Times) отметил чувство меры режиссёра, который не стал излишне увлекаться погружением в историческую эпоху и придавать костюмам слишком много внимания, фокусируясь на трагедии личности. В ходе развития сюжета режиссёру удалось передать впечатляющую трансформацию главной героини. В первой части Маргарита — объект негласного порицания обществом, но она диктует свою волю сильному полу, решая кого ей соблазнить. Во второй части она начинает сама искать своё счастье с человеком, который был бы ей близок и подчиняется ему.

## Награды и номинации
- 1938 — Номинации на премию «Оскар»
  - Лучшая женская роль (Грета Гарбо)
- 1937 — премия Национального совета кинокритиков США лидеру проката «top 10 film».